# De vera religione

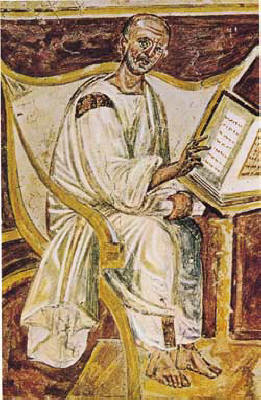
Sant'Agostino (affresco della Basilica di San Giovanni in Laterano, Roma).

Il De vera religione (dal latino: "Sulla vera religione") è uno dei primi scritti dell'autore cristiano sant'Agostino d'Ippona, redatto nel 390, tre anni dopo la sua conversione. Vera religione e vera filosofia non possono contraddirsi ed essere in opposizione.

## Contesto
Nel De vera religione, Agostino presenta la sua rottura con il manicheismo e la sua conversione al cristianesimo. Vuole giustificare la sua decisione al suo patrono Romanianus e utilizza gli insegnamenti del neoplatonismo per esporre la teologia cristiana. Allo stesso tempo, però, sottolinea anche i limiti della filosofia neoplatonica e sviluppa la pratica del vero culto a partire dalla dottrina della giusta immagine di Dio. 
Al momento della stesura del De vera religione, Agostino non ricopriva ancora alcuna carica ecclesiastica.

## Contenuto
(De vera religione, I.1)
Con queste parole Agostino inizia la sua opera. Nella sezione introduttiva, egli discute gli insegnamenti dei platonici e dei manichei. Vede i neoplatonici come molto vicini alla dottrina cristiana, ma ne critica l'incoerenza. Sebbene insegnassero che l'Uno fosse l'essere supremo e l'origine di tutto l'essere, essi non erano in grado di tradurre questa convinzione in una pratica cultuale, ma continuavano ad adorare delle divinità pagane. La loro incoerenza era segno anche di una mancanza di verità. Socrate e Platone possono aver intrapreso la strada giusta, ma non sono stati in grado di portare i loro insegnamenti al popolo perché praticassero la vera religione. Solo attraverso Gesù Cristo è stato fatto questo passo.
Nonostante il rifiuto di ogni idolatria, Agostino sottolinea espressamente che tutto l'essere e quindi tutto ciò che esiste è buono, perché proviene dal vero Dio, che è l'essere supremo. Il male e la malvagità esistono come assenza di essere e sono rivolti verso la morte. Quindi, non c'è nulla di intrinsecamente cattivo.
L'uomo può raggiungere la felicità solo nella misura in cui volge lo sguardo verso l'essere più alto, che è Dio. Se pecca, lo fa di sua spontanea volontà, allontanandosi da Dio e tendendo verso la morte. Il culto di Dio avviene nello spirito di questa libertà. Sant'Agostino presenta il giudaismo come un controesempio: essi adorano Dio per "comprare" una vita terrena spensierata: il prezzo per questa vita è l'osservanza delle leggi che YHWH ha imposto agli Israeliti nell'Antica Alleanza. Nell'alleanza del Nuovo Testamento, invece, l'uomo si pone davanti a Dio in libertà. Dio non vuole essere adorato in vista dei beni terreni, ma per il suo stesso essere il Sommo bene. Per questa via, il culto trova il suo compimento nell'incontro personale con Lui.
Per Sant'Agostino, la preoccupazione per il benessere fisico non fa altro che privare le persone della felicità. Egli invita ad allontanarsi dall'umile, dal terreno, e a mettere al centro della nostra vita la ricerca di Dio come massimo.
A questo punto, Agostino pone la questione di quanto la ragione possa penetrare dal visibile all'invisibile. Egli osserva che la mente è in grado di giudicare i sensi e le cose terrene e ne conclude che la ragione è superiore a tutto ciò che è transitorio. Il criterio di giudizio della ragione è la vera uguaglianza e unità, cioè la verità. La verità, riconosce Agostino, non può sbagliare ed è quindi sovraordinata rispetto alla mente che è invece fallibile. Dio e la verità sono una cosa sola; solo Lui può giudicarci. Solo lo Spirito può riconoscere la verità e quindi anche Dio.
Su questo punto Agostino non può più seguire il neoplatonismo. Nella teurgia neoplatonica, infatti, l'uomo è inteso come passivo nell'incontro con Dio. Un'esperienza intellettuale di Dio (come quella descritta secoli dopo nell' Itinerarium mentis in Deum) è impossibile per il neoplatonico. La mente è solo preparata a questo incontro; non può mai raggiungere Dio da sola. Questo porta a postulare due verità: quella della cognizione umana e quella delle opere divine. Il neoplatonico non può quindi più comprendere ciò che adora. Per Agostino, invece, sono sacri solo quegli elementi di culto che sono compresi anche dalla persona che li esegue.
Agostino considera la prassi cultuale come appartenente alla ragione umana. Non può quindi accettare la tesi atea secondo cui l'uomo non adora nulla. Infatti, l'uomo adora sempre qualche entità, sperando di ottenerne beatitudine e felicità; l'ateo, non credendo in nulla, corre quindi il rischio di cadere preda di ciò che è temporale.
Ciò che è transitorio, non eterno, tuttavia, non è degno dell'adorazione dell'uomo, perché è di natura inferiore alla sua ragione. Essa può riconoscere la verità ovunque, anche in ciò che è umile, perché tutto proviene da Dio. È Lui che giudica e quindi è presente anche in ogni giudizio razionale. La verità è al di sopra dell'uomo, ma non può essergli tolta a meno che questi non se ne allontani. Attraverso il culto della verità, l'uomo diventa invincibile, perché nella verità l'uomo diventa libero in Dio. Dio è la luce che porta l'uomo a raggiungere la conoscenza. La verità non conosce né il tempo né lo spazio, ma li rende entrambi possibili. Non è quindi un bene privato. Nella misura in cui è l'oggetto dell'insegnamento e della pratica del cristianesimo, la vera religione può essere rinvenuta nella sua dottrina.

## Edizioni
- De vera religione. Über die wahre Religion (Latein/Deutsch), herausgegeben und übersetzt von Wilhelm Thimme mit einem Nachwort von Kurt Flasch. Reclam, Stuttgart 1986, ISBN 978-3-15007971-3
- De vera religione – Die wahre Religion, herausgegeben und eingeleitet von Josef Lössl, Schöningh, Paderborn 2007 (Augustinus Opera. Werke, Band 68), ISBN 978-3-506-75615-2